# Diecéze abdérská
Diecéze Abdéra byla titulární diecéze římskokatolické církve.

## Historie
Starověké řecké město Abdéra, bylo založeno roku 655 př. n. l. a bylo zničeno zemětřesením za vlády císaře Konstantina I. Velikého ve 4. století. Neznáme žádného biskupa této diecéze. Kolem 9. století bylo město přestavěno pod názvem Polystylon. 
Od roku 1711 do roku 1931 byla využívána jako titulární biskupské sídlo; posledním titulárním biskupem byl Teodoro Gordaliza y Sánchez, apoštolský vikář Bac Ninh.

## Titulární biskupové a arcibiskupové
| hodnost              | jméno                                  | úřad                                                                 | od                | do                 |
| -------------------- | -------------------------------------- | -------------------------------------------------------------------- | ----------------- | ------------------ |
| titulární biskup     | Viljem Leslie                          | pomocný biskup terstské diecéze (Itálie)                             | 18. prosince 1711 | 5. října 1716      |
| titulární biskup     | Flaminio Dondi, OFM                    | pomocný biskup sabinské diecéze (Itálie)                             | 12. dubna 1711    | 20. listopadu 1724 |
| titulární biskup     | Johann Baptist von Reinach-Hirzbach    | biskup koadjutor basilejské diecéze (Švýcarsko)                      | 11. června 1725   | 25. ledna 1734     |
| titulární biskup     | Johannes Christoph Ludwig von Kuenburg | pomocný biskup pasovské diecéze (Německo)                            | 3. července 1747  | 18. srpna 1756     |
| titulární biskup     | Giulio Matteo Natali                   | pomocný biskup sabinské diecéze (Itálie)                             | 19. prosince 1757 | 5. června 1765     |
| titulární biskup     | Jan Kanty Leńczowski                   | pomocný biskup krakovské diecéze (Polsko)                            | 31. srpna 1767    | 24. srpna 1807     |
| titulární biskup     | Valery Henryk Kamionko                 | pomocný biskup lvovské arcidiecéze (Ukrajina)                        | 10. července 1815 | 26. srpna 1840     |
| titulární biskup     | Joseph Ambrosius Geritz                | pomocný biskup varmijské diecéze (Polsko)                            | 27. dubna 1840    | 27. ledna 1842     |
| titulární biskup     | José María Yrigoyen                    | ???                                                                  | 22. července 1842 | ???                |
| titulární arcibiskup | Napoleon Joseph Perché                 | arcibiskup koadjutor neworleanské arcidiecéze (USA)                  | 8. února 1870     | 25. května 1870    |
| titulární biskup     | Alexander Lévay                        | pomocný biskup egerské arcidiecéze (Maďarsko)                        | 5. července 1872  | 9. listopadu 1873  |
| titulární biskup     | Richard Butler Roskell                 | emeritní biskup nottinghamský (Velká Británie)                       | 5. července 1875  | 27. ledna 1883     |
| titulární biskup     | Pierre-Lambert Goossens                | biskup koadjutor namurské diecéze (Belgie)                           | 1. června 1883    | 16. července 1883  |
| titulární biskup     | Alphonse de Voss, CICM                 | apoštolský vikář apoštolského vikariátu Jihozápadní Mongolsko (Čína) | 12. prosince 1883 | 21. července 1888  |
| titulární biskup     | Magloire-Désiré Barthet                | apoštolský vikář senegambijského apoštolského vikariátu (Senegal)    | 30. července 1889 | 30. října 1912     |
| titulární biskup     | Teodoro Gordaliza y Sánchez, OP        | apoštolský vikář koadjutor apoštolského vikariátu Bắc Ninh (Vietnam) | 10. srpna 1915    | 14. října 1931     |